# NGC 1216
NGC 1216 je galaksija u zviježđu Eridan.

## Vanjske poveznice
- SEDS: NGC 1216